# Arany Bálint (tanító)
Abai Arany Bálint (Aba, 1854. február 28. – Gyömrő, 1943. január 16.) tanító, Arany Bálint gépészmérnök és politikus édesapja.

## Életútja
Szülei Arany Sándor (1821–1904) földműves és Szomjú Veronika, akik 1848. január 29-én házasodtak Abán. Oklevelét Nagykőrösön szerezte meg 1876. szeptember 9-én, de már ezt megelőzően, 1870. november 10-étől foglalkozott tanítással. Első állomása a Tolna vármegyei Felsőireg volt. A Somogyi megyei Újnépen, majd 1872-től 1875-ig Szigetszentmiklóson volt segédtanító. Gulyás Pál szerint 1874-ben (A Somogyi Helikon szerint szerint 1886. szeptember 1-jén) Rinyaújlakra került, ahol egészen 1924. december 31-én történt nyugalomba vonulásáig működött. 1927-től Dunabogdányban élt. Egész életét társadalmi és kulturális szolgálatoknak szentelte. Több értekezést is tartott tanítógyűléseken, vallási és társadalmi témájú cikkei megjelentek a társadalmi, protestáns felekezeti és tanügyi szaklapokban: Dunántúli Protestáns Lap (1899, 1912 3), pécsi Néptanoda (1900), Néptanítók Lapja (1912).

## Műve
- Néhány őszinte szó a nagyatádi választókerület polgáraihoz. Budapest, 1896.[5]